# René Follet
René Follet (* 10. April 1931 in Brüssel; † 14. März 2020 ebenda) war ein belgischer Comiczeichner.

## Leben
René Follet ging noch zur Schule, als er für erste Illustrationen angefragt wurde. Weitere Aufträge erhielt er von den Pfadfinderzeitschriften Plein Jeu und Scouts de France. Er war auch für Spirou und Tintin tätig. Die meisten Arbeiten dieser Zeit waren Illustrationen oder Kurzgeschichten.
Erst 1967 begann René Follet mit längeren Comicserien. Mehrmals arbeitete er mit Yvan Delporte, Jacques Stoquart und André-Paul Duchâteau zusammen. Er half MiTacq in Jacques Le Gall und Stany Derval und unterstützte William Vance in Bob Morane, Bruce J. Hawker und Marshal Blueberry. Seine Tätigkeit als Comiczeichner wechselte er regelmäßig mit derjenigen als Illustrator ab.

## Werke
- 1951: Onkel Paul
- 1953: Rocky Bill
- 1956: Peggy
- 1967: Alain Brisant
- 1971: Les Zingari
- 1974: Ivan Zourine
- 1975: Steve Séverin
- 1981: Valhardi
- 1982: L’Iliade
- 1986: Edmund Bell
- 1991: Daddy
- 1995: Ikar
- 1996: Les autos de l’aventure
- 2002: Wachsfiguren
- 2005: Shelena
- 2007: L’étoile du soldat
- 2010: L’affaire Dominici
- 2013: Stevenson, le pirate intérieur
- 2016: Die Fahrten des Odysseus

## Ehrungen und Auszeichnungen
- 1975: Prix Saint-Michel für Ivan Zourine
- 1998: Prix Tournesol am Internationalen Comicfestival von Angoulême für Ikar (mit Pierre Makyo)